# Loi sur la Banque de France
Lire en ligne

Texte sur Légifrance

La loi no 73-7 du 3 janvier 1973 sur la Banque de France est une loi française modifiant le statut de la Banque de France. Elle précise notamment les conditions autorisant l'État français à emprunter à la Banque de France (le financement monétaire). Elle n'interdit pas le financement de l’État par la banque centrale, mais rappelle les règles régissant les prêts de la banque centrale à la puissance publique qui avaient été formulée depuis 1936.
Cette loi est élaborée à l'initiative conjointe du gouverneur de la Banque de France, Olivier Wormser, et du ministre de l'Économie et des Finances, Valéry Giscard d'Estaing.
Cette loi rappelle que le Trésor public ne peut s'endetter de manière illimitée auprès de la Banque de France — et qu'en vertu des conventions passées entre celui-ci et celle-là, comme le précise l'article 19 de la loi : « Les conditions dans lesquelles l’Etat peut obtenir de la Banque des avances et des prêts sont fixées par des conventions passées entre le ministre de l’économie et des finances et le gouverneur, autorisé par libération du conseil général. Ces conventions doivent être approuvées par le Parlement. »
Cette loi est abrogée le 1er janvier 1994 lors de la signature du traité de Maastricht qui interdit, lui, le financement des États par leur banque centrale.
La loi no 73-7 du 3 janvier 1973 sur la Banque de France, parfois appelée « loi Pompidou-Giscard-Rothschild » par ses détracteurs, a fait l'objet d'une médiatisation importante dans les années 2010. Elle est critiquée par l'extrême droite, l'extrême gauche, les milieux complotistes ou par le mouvement des Gilets jaunes,. La plupart de ces critiques soutiennent que l’État français pouvait avant la loi emprunter à la Banque de France à des taux relativement bas, ce qui n'aurait plus été possible après son adoption.

## Contexte

### Concurrence internationale et modernisation du système bancaire français
En 1973, le statut de la Banque de France demeure déterminé par ceux qui avaient été adoptés par le Front populaire dans les années 1930. Alors que la loi du 2 décembre 1945 relative à la nationalisation de la Banque de France prévoyait la mise en place de nouveaux statuts pour celle-ci au plus tard le 28 février 1946, cette injonction n'avait pas été suivie d'effet. Seul le régime fiscal de l'établissement avait été rénové par une loi du 24 mai 1951. Comme le relève André de Laubadère, le statut de la Banque de France est alors dispersé sur 192 articles provenant de 35 lois, 6 ordonnances, 16 conventions, 6 décrets-lois et 40 décrets.
Or, les années 1960 sont marquées par une vague de réformes financières visant à maintenir la compétitivité de la France dans le cadre de l'accroissement de la concurrence internationale et de l'entrée dans la Communauté européenne. Ainsi, en 1966-1967, une série de réformes (réforme Debré-Haberer) avait modernisé le statut légal des banques commerciales et commencé une libéralisation du secteur bancaire, mais sans concerner la Banque de France.

### Modernisation de la Banque de France

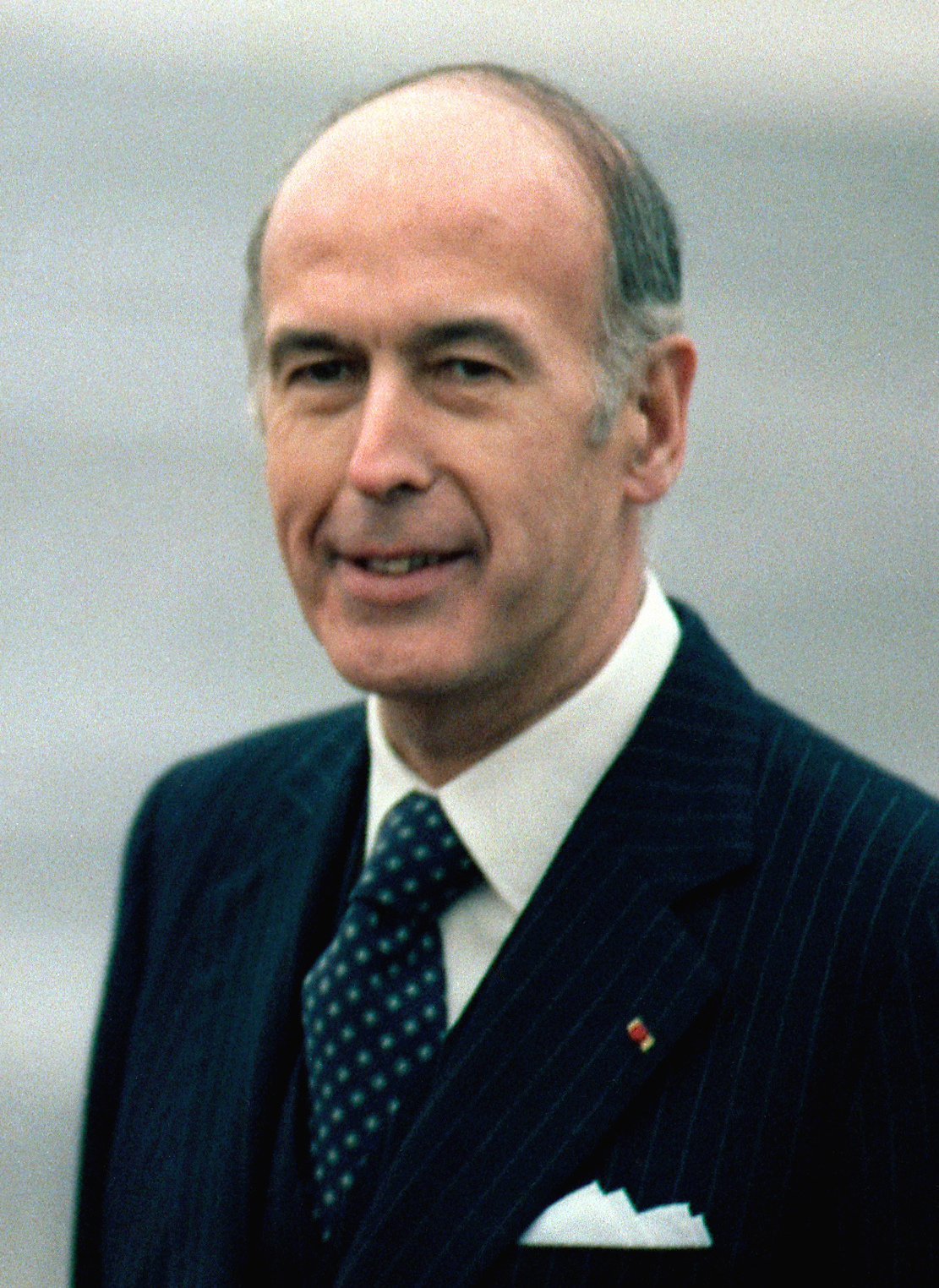
Valéry Giscard d’Estaing en 1978

Lorsque Olivier Wormser devient gouverneur de la Banque de France en avril 1969, il est « décidé à imposer des réformes profondes ». Une restructuration à forte visibilité des services rendus par la banque (fermeture de succursales dans les petites villes) agite le personnel autour de 1970 ; elle prend elle-même sens au sein de bouleversements plus amples du système financier : l'activité de la Banque auprès des particuliers perd de son importance tandis que la monnaie scripturale finit de s'imposer en France et relègue les billets de banque à un rôle secondaire. Internationalement, le système de Bretton Woods vit ses derniers instants tandis que le marché monétaire se complexifie. Les techniques d'intervention sur ce marché et de refinancement des banques commerciales évoluent : l'escompte perd de sa centralité et les opérations d'open market gagnent en importance.
Parallèlement à ces révisions de la politique de l'établissement, Oliver Wormser est demandeur de réformes de structure. Son objectif est de négocier une plus grande autonomie pour la Banque de France. C'est lui qui est à l'initiative de la réouverture du dossier statutaire : la banque élabore un projet de statut et le communique au gouvernement. Valéry Giscard d'Estaing, ministre chargé de l'Économie et des Finances, est peu réceptif aux velléités d'indépendance de la Banque et ses services préparent un contre-projet concurrent qui renforce le contrôle gouvernemental sur l'institution. Le projet de loi qui va devenir la loi du 3 janvier 1973 est le résultat d'une négociation entre Wormser et Giscard d'Estaing et constitue un compromis entre leurs deux positions antagonistes. L'emprunt Giscard lancé le 18 janvier 1973 conforte cette position.

## Contenu

### Réaffirmation de l'interdiction des effets du Trésor à l'escompte
L'article 25 de la loi adoptée dispose que « Le Trésor public ne peut être présentateur de ses propres effets à l’escompte de la Banque de France ». Cela signifie que le Trésor ne peut exiger de la banque centrale qu'elle convertisse en billets les titres de dette publique détenus par le Trésor. Cet article est une clarification de l'article 122 des anciens statuts de la Banque de France, datant de 1936. Il disposait que « tous les effets de la dette flottante émis par le Trésor public et venant à échéance dans un délai de trois mois au maximum, sont admis sans limitation au réescompte, sauf au profit du Trésor public ».
Le projet de loi du gouvernement ne comportait pas cet article, qui est ajouté par un sénateur. Les archives de la direction du Trésor montrent une incompréhension de la part de la direction, qui considère comme évident que le Trésor ne saurait se financer par rachat de titres de dette publique auprès de la banque centrale.
L'article suscite des années plus tard de la part de Jean-Yves Haberer une ironie amusée. Il note qu'il s'agit d'une « malédiction aussi naïve qu'ancienne », naïve puisqu'elle est et a toujours été contournée sans difficulté : si la Banque de France ne peut acheter des titres directement à l'État, rien ne lui interdit d'intervenir sur le marché secondaire, et c'est d'ailleurs la méthode classique d'appui au Trésor dans la tradition bancaire anglo-saxonne. Dans la mesure où un décret du 17 juin 1938 a autorisé l'introduction en France des techniques d'open market, ces achats de titres sur le marché secondaire sont pratiqués de façon légale par l'établissement depuis longtemps. En 1976, les Bons du Trésor détenus à ce titre par la Banque de France atteignent un montant de 18 milliards de francs, qu'on peut mettre en parallèle avec les 26,3 milliards de FRF alors avancés au titre de la convention de 1973. Jean-Yves Haberer fait d'ailleurs observer qu'en cas de besoin, il est facile d'obtenir une croissance aussi rapide que nécessaire de cette masse : pour peu que le taux d'intérêt proposé par le Trésor aux établissements financiers soit supérieur au taux du marché monétaire auquel la banque centrale les refinance, il pourra trouver tous les présentateurs qu'il voudra à ses titres.

### Définition d'un montant maximum d'avances
La loi de 1973 définit un nouveau montant maximum d'avances de la Banque de France à l'État. Elle permet une plus grande transparence dans les comptes publics en ce qu'elle oblige à rendre publiques les avances qui auparavant apparaissaient de manière « cachée » dans le bilan de la banque centrale.
Avant 1973, le Trésor utilisait, en plus des avances directes, des prêts à la construction de la Caisse des dépôts pour financer son déficit par le moyen des prêts de la Banque de France. Monnet recalcule cette partie «  cachée  » du financement, qui représentait quelquefois un montant équivalent aux avances officielles, et montre que le montant total (caché + officiel) correspond bien au nouveau plafond d'avances défini en 1973 (20,5 milliards). Cette loi prend donc sens dans le contexte de la rationalisation du déficit public mais elle ne diminue pas, en termes nominaux, le financement de la Banque de France à l'État.

### Rapports entre le ministère des Finances et la banque centrale

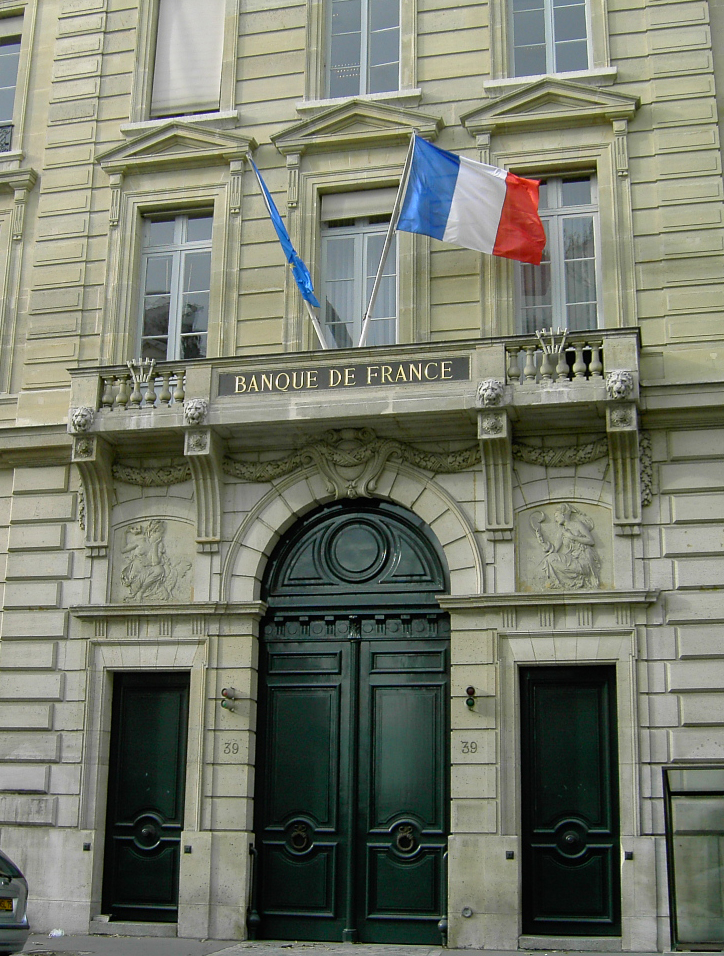
La façade principale de la Banque de France

Enjeu initial de la relance du dossier statutaire, les relations entre la Banque de France et l'État sont cadrées par les quatre premiers articles de la loi. L'article premier énonce que « la Banque de France agit dans le cadre de la politique économique et financière de la nation » et l'article 4 évoque « la politique monétaire arrêtée par le Gouvernement ». Les commentateurs, estiment qu'il n'y a à peu près rien de nouveau ou que la loi a voulu rappeler la subordination de la Banque de France au pouvoir politique,,.
Comme le rappelle André de Laubadère, lors des débats parlementaires, la question du rapport de dépendance entre l’État et la banque centrale n'est pas centrale. Les orateurs critiques du projet — pour les plus notables, Bernard Maris et Michel Rocard — sont surtout sensibles au risque de démantèlement des capacités d'action de l'établissement.
Quelques points de la réforme vont toutefois dans le sens souhaité par le gouverneur Wormser. En premier lieu, la liste des missions de la Banque devient indicative et non plus limitative. Par ailleurs les dispositions en vigueur qui encadraient de façon très détaillée les mécanismes d'intervention de la Banque sont abrogées et les pouvoirs du conseil général accrus en la matière : il est désormais compétent pour fixer la liste des titres que « la Banque peut acheter, vendre ou prendre en pension » (article 27) ou pour encadrer les « opérations sur le marché » (article 28). Des titres privés deviendront donc éligibles, au lieu d'une liste limitative de titres publics autorisés par décret.
En sens contraire, le censeur représentant l'État actionnaire voit son pouvoir accru (article 16). Jusqu'alors il ne pouvait que « requérir la transcription sur le registres des délibérations » de son désaccord avec une décision du conseil, il peut désormais exiger une nouvelle délibération.
Les articles 2 à 5 de la loi récapitulent en les actualisant les missions de l'institution. On a ajouté à celles qui étaient déjà inscrites dans la réglementation le contrôle de la circulation de la monnaie scripturale (article 2), la gestion des changes (article 3) et une mission d'étude et d'analyse (article 5).

### Qualification juridique de la Banque de France
La loi du 2 décembre 1945 nationalisant la Banque de France avait rendu la banque centrale propriété publique, sans modifier son statut juridique au regard du droit français. Afin de clarifier la situation de l'institution, les parlementaires ont débattu de la terminologie à utiliser pour introduire la Banque de France. Fallait-il, comme le proposait la commission des finances du Sénat écrire qu'elle était une « entreprise nationale », constituée en « société anonyme » ? Au vu de sa singularité et de son rattachement au cœur de la puissance publique, ces suggestions n'ont pas été suivies. On a préféré utiliser le terme le plus vague possible d'« institution » pour présenter l'établissement, à l'article 1er.
Accessoirement à ce débat de principe, l'ordre de juridiction compétent pour traiter des litiges relatifs à la Banque de France a également fait débat ; il a été choisi, nonobstant la structure de société par actions de l'établissement, d'inscrire dans la loi la compétence exceptionnelle de la juridiction administrative pour les litiges, même civils, entre la Banque et ses agents (article 30).

### Réforme de la gouvernance
Selon André de Laubadère, c'est dans ce domaine que le texte est le plus innovant, modifiant l'existant sur plusieurs points significatifs.
Les rôles et le mode de nomination du gouverneur et des deux sous-gouverneurs ne sont pas modifiés (articles 7 à 12). En revanche, la composition du conseil général de la Banque est profondément révisée (articles 13 à 15), et ses prérogatives accrues. Alors que ce conseil général était composé, outre le gouverneur et les sous-gouverneurs, de douze membres siégeant chacun comme représentant d'une institution ou d'un secteur économique ou social particulier, le nombre de ces conseillers est ramené à dix. Le conseiller élu des personnels est maintenu, mais les neuf autres sont choisis par le gouvernement intuitu personae. Une limite d'âge à soixante-cinq ans est instaurée.
Enfin le nombre de censeurs, représentant l'État en sa qualité d'actionnaire, est réduit de deux à un, mais son influence est accrue : comme déjà mentionné plus haut, il peut exiger du conseil général une deuxième délibération (article 16).

### Concours à l'État
Peu innovantes selon André de Laubadère, les dispositions liées aux concours de la Banque au Trésor visent surtout à la simplification et à la clarification des modalités d'intervention de l'institution (articles 17 à 19). Elles sont plus tard complétées par une convention du 17 septembre 1973 entre le ministre de l'Économie et des Finances et le gouverneur de la Banque de France, approuvée par une loi du 21 décembre 1973 (loi no 73-1121).
Depuis 1958, la comptabilité de la Banque de France distinguait deux types de financement monétaire directs à l'État : 1/ les concours directs intervenus avant la proclamation de la Cinquième République sur des bases juridiques assez variées étaient regroupés sous une ligne intitulée « Prêts », en voie progressive d'extinction ; 2/ les concours intervenus après 1958, supposés avoir un caractère provisoire et être assimilables à une autorisation de découvert, étaient regroupés sous une ligne d'« Avances » et régis par une convention conclue en 1958 entre le Trésor et la Banque de France. La Banque de France apportait par ailleurs un concours de type quasi-commercial, en acceptant la présentation par le Trésor à l'escompte de titres de sociétés fiscalement redevables.
La réforme vise à simplifier ce schéma en faisant des « avances » le procédé normal de financement. Les conditions dans lesquelles celles-ci sont obtenues doivent être organisées par une convention, qui doit recevoir approbation législative. À la mise en place de la convention fin 1973, il est convenu que le Trésor dispose d'un droit de tirage de 10,5 milliards de francs prêtés à taux nul (de l'ordre de 5 % du budget annuel de l'État) et d'un droit complémentaire de 10 milliards à taux d'intérêt symbolique, qui sont indexés en fonction des réserves publiques de change. Ces avances à taux d'intérêt remplacent l'escompte par la Banque de France des obligations cautionnées et des prêts à la construction de la Caisse des Dépôts qui étaient auparavant utilisées par le Trésor pour son financement direct sans que cela soit comptabilisé comme un « concours au Trésor ». Ce remplacement explique pourquoi cette partie des avances se fait à un taux d'intérêt positif (de même que l'escompte auparavant). Il explique également le montant choisi de dix milliards qui correspond au maximum d'usage que le Trésor utilisait en cas de crise auparavant.

### Autres dispositions
D'autres dispositions concernent les opérations sur or et devises étrangères (articles 20 à 23). La section suivante, intitulée « Autres opérations » (article 24 à 28 bis) serait une remise en ordre ou un rééquilibrage : alors que la réglementation ancienne organisait de façon extrêmement détaillée l'escompte (seize articles à son sujet), cette technique est évoquée plus cursivement (articles 24 à 26). Les opérations sur le marché sont désormais explicitement évoquées (articles 27 et 28), mais les détails de leur règlementation laissés à la compétence du conseil général de l'institution.
Parmi des « dispositions diverses », (articles 24 à 40), André de Laubadère distingue, outre la compétence de principe de la juridiction administrative déjà évoquée plus haut, le principe d'application de la législation commerciale aux opérations de la Banque (article 29).

## Abrogation
Dans l'objectif de mise en conformité du statut de la banque de France avec les obligations issues du traité de Maastricht, la loi a été abrogée par l'article 35 de la loi n°93-980 du 4 août 1993 relative au statut de la Banque de France et à l'activité et au contrôle des établissements de crédit, l'abrogation ayant pris effet à la date d'installation des nouveaux organes de l'institution, soit au plus tard le 1er janvier 1994,.
L'article 104 du traité de Maastricht puis l'actuel article 123 du traité de Lisbonne adaptés en la législation française ont donc instauré l'interdiction pour l'État de se financer auprès de la Banque de France, l'État emprunte donc sur les marchés financiers.

## Débats et controverses

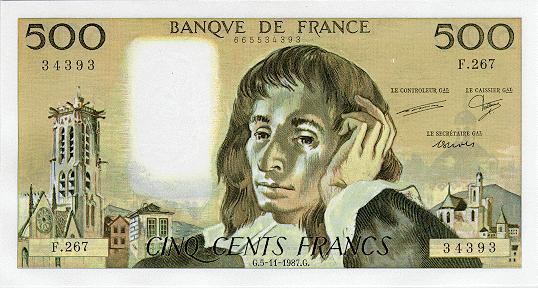
Billet de banque de 500 francs.

Comme le relève Benjamin Lemoine dans L'Ordre de la dette, la loi de 1973 a fait l'objet d'une controverse médiatique importante à la fin des années 2000 et 2010. En juillet 2008, un internaute demande à Valéry Giscard d'Estaing, sur son blog, comment il a pu justifier l'article 25 de la loi de 1973, qui aurait interdit les avances de la Banque de France et ainsi « nous [aurait] ligot[é] sous la coupe des banques privées. » Le dialogue est médiatisé, et L'Humanité publie un article en juin 2009.
L'idée selon laquelle la loi aurait empêché à l’État de se financer à bas coût se répand et Marine Le Pen popularise la loi en déclarant dans À vous de juger, sur France 2, en 2010, vouloir « sortir de la loi de 1973 » qui aurait « obligé la France à aller emprunter sur les marchés financiers internationaux avec des taux d'intérêt importants. » L'idée est reprise par le Nouveau Parti anticapitaliste, ATTAC, etc.
Michel Rocard déclare sur Europe 1 en décembre 2012 que la loi, qu'il date de 1974, aurait interdit à l’État de se financer sans intérêts, « ce qui veut donc dire d'abord que l'humanité a vécu quelques siècles en se finançant à l’œil et sans avoir de crise de la dette souveraine. »
La médiatisation de la loi s’inscrit dans un débat économique plus large portant sur la soutenabilité de la dette publique, de ses conséquences sur les équilibres budgétaires et in fine sur le niveau de dépense publique possible. Le débat porte donc à la fois sur le rôle de la loi elle-même, sur les responsables de sa promulgation et leurs motivations, et sur les mérites comparés d'un financement par création monétaire face à un financement par l'endettement.